# Paseo del Muelle
El paseo del Muelle es una vía pública de la ciudad española de San Sebastián.

## Descripción
El paseo, que conduce desde la plaza de Kaimingaintxo hasta la de Kaiarriba, aparece descrito en Las calles de San Sebastián (1916) de Serapio Múgica Zufiria con las siguientes palabras:

Calle del Muelle.—Debe ser, y así se llama, la que va desde la iglesia de San Pedro hasta Kai-arriba. En ese orden se halla la numeración de las casas, pero ello es que no está señalada con rotulación alguna, ni existe acuerdo del Ayuntamiento en ese sentido. Toma su nombre esta calle de la situación que ocupa en el mismo muelle. En las Ordenanzas de 1630, se habla de una «callejuela que está fuera de los muros viejos hacia el muelle.» Ya hemos dicho al hablar del General Lersundi, que a él se debe la construcción de esa parte de Donostía.
(Múgica Zufiria, 1916, p. 82)

Tiene sede en la vía el Museo Marítimo Vasco.